# Масуматико (Болоња)
Масуматико (итал. Massumatico) је насеље у Италији у округу Болоња, региону Емилија-Ромања.
Према процени из 2011. у насељу је живело 119 становника. Насеље се налази на надморској висини од 11 м.